# Stara Nosovîțea, Dubno
Stara Nosovîțea (în ucraineană Стара Носовиця) este un sat în comuna Ptîcea din raionul Dubno, regiunea Rivne, Ucraina.

## Demografie
Componența lingvistică a localității Stara Nosovîțea
     Ucraineană (99,48%)
     Alte limbi (0,52%)
Conform recensământului din 2001, majoritatea populației localității Stara Nosovîțea era vorbitoare de ucraineană (99,48%), existând în minoritate și vorbitori de alte limbi.